# Czy warto było tak żyć?

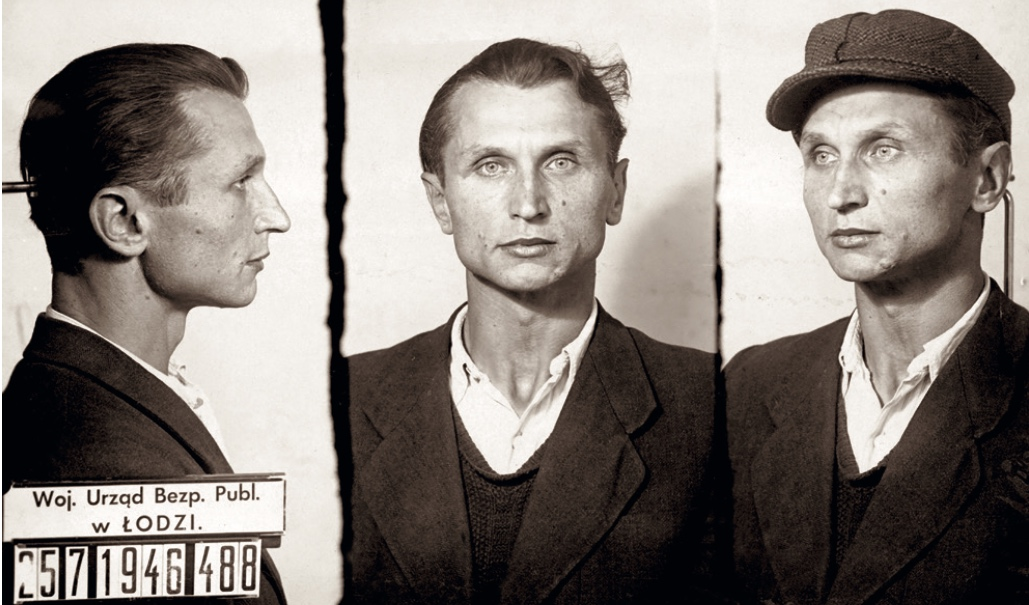
S. Sojczyński, bohater filmu

Czy warto było tak żyć? – polski film dokumentalny z 2007 w reżyserii Aliny Czerniakowskiej.
W dokumencie przedstawiona została biografia twórcy i dowódcy Konspiracyjnego Wojska Polskiego kpt. Stanisława Sojczyńskiego ps. „Warszyc”.
Autorka, wykorzystając materiały archiwalne łódzkiego oddziału IPN oraz Muzeum Regionalnego w Radomsku, opisała następujące wydarzenia z powojennej historii Polski:
- uwolnienie 57 aresztowanych przez UB działaczy niepodległościowych z aresztu w Radomsku w nocy z 19 na 20 kwietnia 1946 (oddział por. Jana Rogólki ps. „Grot”)
- zamordowanie 12 żołnierzy KWP prawdopodobnie w piwnicach PUBP w Radomsku (noc z 9 na 10 maja 1946)
- organizowanie Służby Ochrony Społeczeństwa przez żołnierzy KWP
- ujęcie kpt. Stanisława Sojczyńskiego w Częstochowie 27 czerwca 1946
- proces kpt. Sojczyńskiego i innych żołnierzy II konspiracji (Łódź, 1947)

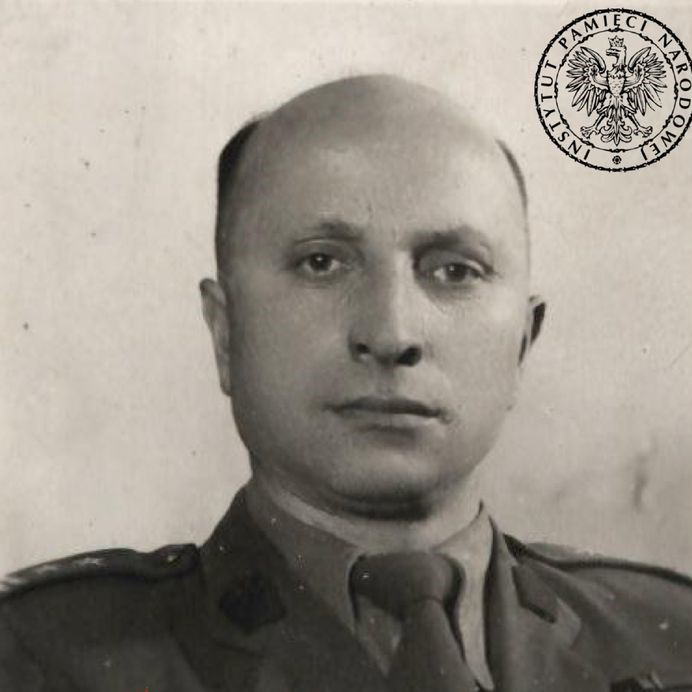
prok. Bronisław Ochnio

Na wykorzystanych zdjęciach i w materiałach filmowych pojawiają się następujące postacie historyczne:
| - kpt. Stanisław Sojczyński ps. „Warszyc” - por. Ksawery Błasiak ps. „Albert” - por. Jan Rogólka ps. „Grot” - pchor. Stanisław Żelanowski ps. „Nałęcz” - por. Antoni Bartolik ps. „Szary” - por. Władysław Bobrowski ps. „Wiktor”, „Jacek” - sierż. Marian Knop ps. „Własow” - Albin Ciesielski ps. „Montwiłł” - kpt. Henryk Glapiński ps. „Klinga” - Józef Sojczyński ps. „Uchwyt” - Ryszard Chmielewski (żołnierz KWP) - sierż. Józef Kapczyński (żołnierz KWP) - Józef Koniarski (żołnierz KWP) - Ryszard Nurkowski (żołnierz KWP) - Piotr Proszowski (żołnierz KWP) | - Benedykt Ratajski (żołnierz KWP) - Tadeusz Schabowski (żołnierz KWP) - Leopold Słomczyński (żołnierz KWP) - Czesław Turlejski (żołnierz KWP) - Stanisław Wersal (żołnierz KWP) - Karol Wieloch (żołnierz KWP) - gen. bryg. Jan Mazurkiewicz - ppłk Bronisław Ochnio - ppłk Czesław Łapiński - mjr Kazimierz Graff - Mieczysław Moczar - Bolesław Bierut - Franklin Delano Roosevelt - Winston Churchill - Józef Stalin |

W filmie wystąpili:
- Małgorzata Borek (historyk z muzeum w Radomsku)
- Czesław Stawowski (mieszkaniec Rzejowic)
- Maria Borowska (mieszkanka Rzejowic)
- dr Tomasz Taborek (łódzki IPN)
- Maria Fieldorf-Czarska
- kpt. Eugeniusz Debich (żołnierz AK)
- kpt. Janusz Stawski (żołnierz AK)
- płk. Stanisław Karliński (żołnierz AK)
- kpt. Marian Kłosiński (żołnierz AK)

Autorzy wykorzystali fragment pieśni Stanisława Markowskiego Polska Podziemna.